# 难以忽视的真相
是一部有關氣候變遷的紀錄片，其中特別關注全球暖化現象。電影由戴維斯·古根漢執導、前美國副總統戈爾主演。這部紀錄片是根據高爾研究多年的多媒體簡報所攝製，這份簡報是關於全球暖化教育活動的一部份。此片獲得第79屆奧斯卡金像獎最佳紀錄片，由Melissa Etheridge演唱的主题曲I Need To Wake Up获得最佳歌曲奖。
《不願面對的真相》也是一本由高爾編寫之書籍的名稱，這本書曾在2006年7月2日和8月13日成為《紐約時報》的銷售排行榜第一名，並在數個月後再次登上冠軍。
電影在2006年的圣丹斯电影节首映，接著於2006年5月24日在美國紐約和洛杉磯上映。此片在美國是至今以來票房成績第三高的紀錄片。高爾和發行商派拉蒙經典影片都保證將會繼續進行關於氣候變遷的教育活動。DVD由派拉蒙家庭娛樂公司發行，已於2006年11月21日在美國推出。
2017年7月28日，在美國上映續集紀錄片《不願面對的真相2》。

## 概要
《不願面對的真相》是一部紀錄片，其中揭露了氣候變遷的資料並對此做出預測，同時也在電影中穿插了高爾的個人活動。透過巡迴全球的簡報發表，戈爾指出全球暖化的科學證據、討論全球暖化經濟和政治的層面，並闡述他相信人類製造的温室气体若沒有減少，在不久後全球氣候將發生重大變化。
電影包含許多段落是為了反駁認為全球暖化不明顯或尚未被證實的人。例如，戈爾探討了格陵兰或南极洲冰盖溶解的風險，可能使全球海平面升高近6公尺，沿海地區將會被淹沒，也會讓約一億人因此成為難民。格陵蘭冰雪融化後的水鹽分含量較低，可能會中斷灣流而造成北歐地區氣溫驟降。
為了解釋全球暖化現象，電影引用了对南極洲冰層中心樣本（ice core samples）在過去六十萬年間的溫度和二氧化碳含量數值的檢測。颶風卡特里娜也被用來推論9-14公尺高的海浪對沿岸地區造成的破壞。
戈爾在紀錄片的最後說到，若是儘快採取適當的行動，例如減少二氧化碳的排放量並種植更多植物，將能阻止全球暖化帶來的影響。高爾也告訴觀眾如何能幫助減緩暖化現象。
同名的書籍也在電影上映後不久推出，其中包含了更詳細的附加內容、科學分析，以及戈爾對於紀錄片中探討之議題的評論。

## 起源

戈爾解釋南極洲冰層融化對全球海平面產生的潛在衝擊

戈爾在就讀哈佛大學的課程時，開始對全球暖化產生了興趣。這個課程是由羅傑·瑞維爾——第一個測量在環境中二氧化碳含量的科學家主持。
不久之後，戈爾進入美國國會，他開始成為第一位關注全球暖化問題的議員，戈爾請了一些氣候學家到國會向政治人物說明這個議題。他認為只要國會議員們聽到了具有說服力的證據，他們將會立刻展開對策行動；但最後行動的過程卻是相當緩慢。戈爾於1992年推出《瀕危的地球》（Earth in the Balance）一書，其中探討各種環境議題。這本書也登上紐約時報暢銷排行榜。
在擔任副總統期間，為了促進減少使用化石燃料和降低溫室氣體的排放，戈爾推動徵收碳稅（carbon tax），並在1993年進行部份實施。他也居中協調《京都議定書》的簽訂，這是一份為了控制溫室氣體排放而制定的國際協議書。但最後因為參議院的反對，這份協議在美國並沒有被接受。戈爾也幫助建造名為「崔雅娜」的人造衞星，這顆觀測衛星能提升環境問題的預防與警戒，並且首次直接測量地球反射太陽光的程度。戈爾在2000年參選美國總統時表示，當選後他將致力推動《京都議定書》的簽訂。
在2000年總統選舉失敗後，戈爾繼續關注全球暖化議題。他編輯並調整了數年前完成的一段幻燈片，並開始加入關於全球暖化的多媒體簡報內容。在電影中高爾表示他已經展示這段簡報超過一千次了。
製作人勞瑞·大衛（Laurie David）和勞倫斯·班德（Lawrence Bender）在2004年電影《明日之後》的首映典禮後，觀看了戈爾的簡報。這份簡報為他們帶來了靈感，於是找來導演戴維斯·古根漢討論將簡報改編為電影的可能性。起初古根漢抱持懷疑的態度，但在親自看過這段簡報後，他表示自己感到「極為震撼」，他說「一個半小時之後我離開，想著全球暖化就是最重要的議題……我不知道你們要怎麼拍這部電影，但我想要試試看。」

## 科學論點基礎

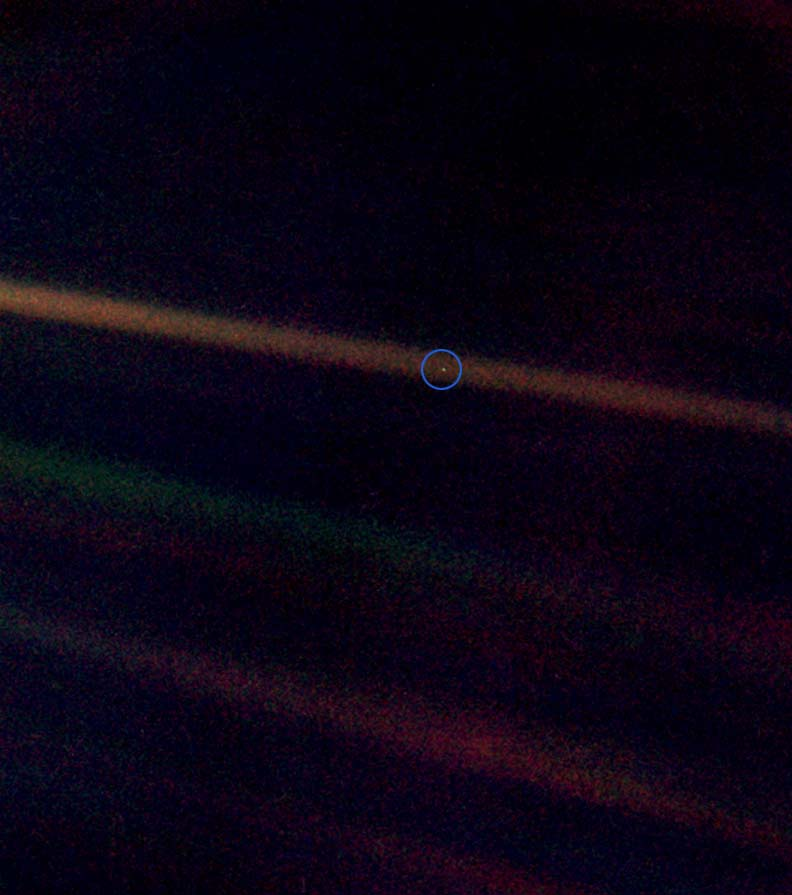
由旅行者1號從40億英里外拍攝的地球照片，其中地球僅為一個小點，這張照片在《不願面對的真相》電影的最後出現

戈爾表示全球暖化是確實發生的現象，並且大部分是因為人類而造成，而這個結論是根據目前許多研究所做出。
戈爾提出了許多數據來支持電影中的論述，其中包括：
- 用照片的前後差異說明許多冰原的邊緣正在後退。 （页面存档备份，存于）

- 根據伯尔尼大學（University of Bern）物理機構和歐洲南極冰核鑽探計畫（EPICA）的研究，來自南極洲冰核（ice cores）中的數據顯示，當地的二氧化碳濃度是過去65萬年以來最高的。 （页面存档备份，存于）

- 1993年至2003年間出版了多份關於全球氣候變遷的科學性文章，是由内奥米·奥雷斯克斯博士進行觀察，並經過了928次的同行評審。觀察報告以社論的方式刊載在《科學》雜誌上，其中表示沒有一篇文章認為人類行為不是地球暖化的主因（全部都是贊成這個論點，或是沒有任何意見）。 （页面存档备份，存于）

美聯社連絡了超過100位的頂尖氣候研究學者，並詢問他們此片的論述是否真實。這份訪問是在電影公開上映前所調查的，很多學者並未看過這部電影和書籍，但是在看過電影的19位學者中，所有人都表示高爾在片中表達的科學觀念是正確的。美國參議院環境委員會（U.S. Senate Committee on Environment and Public Works）對於全球暖化抱持著懷疑態度，並在2002年間收受了來自石油與瓦斯公司超過100萬美元的參議員吉姆·因何夫（Jim Inhofe），發表了一篇新聞稿駁斥《華盛頓郵報》的這篇文章。宣稱「全球暖化是對美國人民的最大謊言」，而這段話也被收錄在電影中。
「RealClimate」是由11位氣候科學家共同維護的部落格群組，認為此片中的科學觀點是「非常的新穎，並引用了許多最新的研究」。
科學歷史學家麥可·雪莫（Michael Shermer），同時也是「懷疑者聯盟」的創辦人在《科学美国人》雜誌中提到《不願面對的真相》「讓我震驚到不再抱持懷疑」。
然而在2006年6月26日，一篇由氣候學家兼全球暖化質疑者理查·林森（Richard Lindzen）在《華爾街日報》發表的社論中，對電影中宣稱的事實提出質疑，並批評了這部電影。 （页面存档备份，存于）而一篇回應這篇社論的文章認為，林森提出的論點並沒有任何資料可以佐證。
戈爾探討了當主要冰原融化時，全球的海平面將可能瞬間上升約6公尺。至於非災難性的冰原融化和水中暖流的膨脹，所造成較為緩和、逐漸的海平面上升情形，則不應該與全球暖化造成的結果混淆。根據政府間氣候變化專門委員會（IPCC）的評估，在2100年海平面將會上升約0.1-0.85公尺，但這個範圍並不包含西南極洲冰原可能發生的劇烈變化。若是整個南極洲的冰原完全融化，將會造成海平面上升近60公尺，而南極洲的冰原內部底層的融化，則會讓海平面上升5-6公尺。

## 宣傳
此片的首映是在影展中舉行，並使用標語進行宣傳，例如「全球的警訊」、「我們的狀況岌岌可危」、「將是你至目前為止看過最恐怖的電影」和「在這個夏天最嚇人的電影中，你是兇手也是英雄」。

## 電影的表現

### 票房
電影在2006年5月24日在美國紐約市和洛杉磯上映。在陣亡將士紀念日（Memorial Day）的週末，電影在每間戲院的票房平均為91,447美元（約新台幣297萬元），是該週末所有電影中最高的票房，也創下了紀錄片票房的新紀錄，而此片在當時僅在四個影廳播放。
在2006年的日舞影展上，此片獲得觀眾三次起立鼓掌。此片也在康城影展中上映，並且是第27屆德班國際影展（DIFF）的開幕片。《絕望真相》也成為2006年布里斯班國際影展（BIFF）最受歡迎的一部紀錄片。
至2020年5月24日為止，此片累積票房為2,415萬美元（約新台幣7.3億元），是目前美國所有紀錄片中第十三高的票房數字。
此片在台灣於2006年10月13日上映，截至11月12日為止，台北地區的票房累計收入為新台幣355萬元，最高的票房名次為第8名。
戈爾表示「我和妻子將得到的電影及書籍營收，完全投入在傳遞全球暖化訊息的教育活動中」。派拉蒙經典（Paramount Classics）也捐出了5%的票房收入給新成立的氣候變遷行動團體「氣候保護聯盟」（Alliance for Climate Protection）。

### 評論
不論左派或右派的媒體，對於此片的評價都極為正面。在爛番茄網站中，此片獲得92%的好評，而「Cream of the Crop」網站的評論者也有94%給予此片好評。影評人羅傑·艾伯特（Roger Ebert）和里察·洛普（Richard Roeper）評價此片為「極佳」（two thumbs up）。艾伯特寫到：「39年來，我從未在影評中寫過這些字，但我必須要說：極力推薦你一定要去看這部電影。如果你沒看，而你又有孫子的話，你必須向他們解釋你為什麼不去看。」
而少數的影評沒有如此正面的評價。例如自由意志主義雜誌《Reason》的記者羅納德·貝利（Ronald Bailey）認為「雖然戈爾在科學方面的正確大於錯誤，但他誇大了全球暖化的風險」。
此片也獲得人道主義獎（Humanitas Prize）追認的特別獎，這是該機構在過去10年內首次頒發的特別獎。
二零零七年十月十日，倫敦高等法院法官 Michael Burton 裁定，戈爾的紀錄片有九個明顯謬誤（significant errors），當中的一些主張是錯誤，或被誇大和危言聳聽。但 Michael Burton 同時認為，片中提到全球暖化的原因，及其可能引致的後果，大致來說是準確的（broadly accurate），而且，允許紀錄片在適當的指引下，於英國所有中學放映。。
爛番茄在2022年9月整理「有史以來最受好評的100部紀錄片」名單，本片排名第63名

### 政治反應
時任美國總統喬治·W·布殊被問及會否看這齣電影時回應：「Doubt it.（表示懷疑）」，其後補充說「我認為我們須辨清這些溫室氣體是由人類活動，抑或是自然現象造成，專注發展可改善我們生活，同時又保護環境的技術。」。戈爾回應說：「全球的科學家組織都同意人類須為全球暖化負責，而（喬治·W·布殊）如今卻對此事實表示個人的質疑。」白宮助理發言人帕里諾表示，「喬治·W·布殊總統在2001年已經知道氣溫在過去100年在上升，而且知道這是因人類活動造成的。」
2006年9月，戈爾到澳洲悉尼替此片進行宣傳，當時澳洲聯邦的保守派政府仍拒絕簽署認同《京都議定書》。時任澳洲總理約翰·霍華德表示他不會因為這部電影而與戈爾見面，也不會因此贊成《京都議定書》：「我不會從電影中取得施政建議」。工黨領袖金·比茲利和其他議會成員則與戈爾會面，並參與了當週在澳洲國會大廈（Parliament House）舉行的特別放映。
在英國，保守黨領袖戴维·卡梅伦極力促請民眾觀看此片以了解氣候變遷的議題。
在比利時，對抗全球暖化的社會行動者—瑪嘉莎·古伊頓成功說服整個比利時的政府官員去看這部電影。
西班牙首相何塞·路易斯·羅德里格斯·薩帕特羅會見戈爾後，宣佈政府會使學校看到這齣電影。戈爾也獲得2006年阿斯圖里亞斯親王國際合作獎。.

## 外部連結

### 評論
- （英文）芝加哥太陽時報 （页面存档备份，存于） - 由羅傑‧艾伯特撰寫
- （英文）紐約客雜誌：Ozone Man （页面存档备份，存于）
- （英文）華盛頓郵報：戈爾成為辛丹斯影展的注目焦點 （页面存档备份，存于）
- （英文）RealClimate.org：高爾的電影 （页面存档备份，存于） - 科學觀點的評論和真實性查證
- （英文）華爾街日報：Don't Believe the Hype （页面存档备份，存于） - 由氣候學家和全球暖化質疑者理查‧林森（Richard Lindzen）撰寫
- （英文）獻給地球的電影 （页面存档备份，存于） - 由氣候學家詹姆仕‧韓森（James Hansen）在《紐約書評》中撰寫
- （英文）戈爾不願面對的真相 （页面存档备份，存于） - 經濟學家與全球暖化質疑者布瓊‧朗伯格（Bjørn Lomborg）撰寫

### 專訪
- （英文）Charlie Rose 專訪戈爾 （页面存档备份，存于）
- （英文）《Grist Magazine》雜誌專訪戈爾 （页面存档备份，存于）
- （英文）《retroCRUSH》雜誌專訪戈爾
- （英文）英國廣播公司（BBC）的  J. Freedland 專訪戈爾 （页面存档备份，存于）

### 其他
- （中文）不願面對的真相（Yahoo!奇摩電影上的介紹）

- （英文）Climate Crisis （页面存档备份，存于） 官方網站
- 互联网电影数据库（IMDb）上《难以忽视的真相》的资料（英文）
- （英文）高爾的書
- （英文）An Inconvenient Truth 完整長度的多媒體簡報 （页面存档备份，存于）（230MB）
- （英文）Participant Productions - An Inconvenient Truth （页面存档备份，存于）
- （英文）爛番茄上《An Inconvenient Truth》的資料（英文）
- （英文）2006年1月戈爾發表的演說 （页面存档备份，存于），他說明了我們可以做些什麼來減緩全球暖化的情況
- （英文）Convenient Truths（可以面對的真相） - 與《難以忽視的真相》觀點相反的影片，試著找出全球暖化的解決之道。